# Promachus hirtiventris
Promachus hirtiventris är en tvåvingeart som först beskrevs av Macquart 1850.  Promachus hirtiventris ingår i släktet Promachus och familjen rovflugor. Inga underarter finns listade i Catalogue of Life.